# Karl Wenig
Karl August Wenig (* 6. März 1845 in Halberstadt; † 7. November 1908 in Berlin) war ein deutscher Ingenieur des Bauwesens und preußischer Bahnbeamter.

## Leben
Karl Wenig studierte an der Bauakademie Berlin Bauwesen. Hier gehörte er am 3. Juli 1867 zu den Stiftern des Vereins der Sachsen, des späteren Corps Saxonia-Berlin. Nach Abschluss des Studiums trat er in den preußischen Eisenbahndienst. Bis 1890 war er im Bereich der Eisenbahn-Direktion Köln (linksrheinisch) Eisenbahn-Maschineninspektor in Saarbrücken. In diesem Jahr wurde er zum Baurat befördert. Von 1893 bis 1895 leitete er die Eisenbahn-Bezirksdirektion Saarbrücken. 1896 wurde er Vorstand der Werkstätteninspektion 2 in Berlin. In dieser Funktion verstarb er 1908.

## Auszeichnungen
Für seine Verdienste um das Bahnwesen in Preußen erhielt Karl Wenig folgende Auszeichnungen:
- 1904: Verleihung des Roten Adlerordens 4. Klasse[6]
- 1906: Ernennung zum Geheimen Baurat[7][8]